# Раков (Ивано-Франковская область)
Ра́ков (укр. Раків) — село в Брошнев-Осадской поселковой общине Калушского района Ивано-Франковской области Украины.
Население по переписи 2001 года составляло 1300 человек. Занимает площадь 41,32 км². Почтовый индекс — 77516. Телефонный код — 3477.